# Козјак (Словенија)
Козјак је планина  у Републици Словенији. Налази се северно од горњег тока реке Драве и северозападно од Марибора, на граници са Аустријом. Највиши врх планине је Козјак и висок је 1.049 метара.